# Gmina Nurzec-Stacja
Die Gmina Nurzec-Stacja [ˈnuʐɛt͡s ˈstat͡sja] (litauisch Nužeco Stacjos valsčius; belarussisch гміна Нурэц-Станцыя Gmina Nurec-Stancyja) ist eine Landgemeinde im Powiat Siemiatycki der Woiwodschaft Podlachien in Polen. Ihr Sitz ist das gleichnamige Dorf (litauisch Nužec Stacja) mit etwa 2000 Einwohnern.

## Gliederung
Zur Landgemeinde Nurzec-Stacja gehören folgende Ortschaften mit einem Schulzenamt:
Augustynka
Borysowszczyzna
Chanie-Chursy
Grabarka
Klukowicze
Klukowicze-Kolonia
Litwinowicze
Moszczona Pańska
Nurczyk
Nurzec
Nurzec-Kolonia
Nurzec-Stacja
Siemichocze
Sokóle
Stołbce
Sycze
Tymianka
Werpol
Wólka Nurzecka
Wyczółki
Zabłocie
Zalesie
Żerczyce
Weitere Orte der Gemeinde sind:
Anusin
Dąbrowa Leśna
Dwór
Gajówka
Grabarka-Klasztor
Nurczyk-Kolonia
Nurzec-Kisielewo
Piszczatka
Szumiłówka
Tartak
Telatycze
Wakułowicze